# Sielsowiet Gierwiaty
Sielsowiet Gierwiaty (biał. Гервяцкі сельсавет, Hierwiacki sielsawiet; ros. Гервятский сельсовет) – sielsowiet na Białorusi, w obwodzie grodzieńskim, w rejonie ostrowieckim, z siedzibą w Gierwiatach.

## Demografia
Według spisu z 2009 sielsowiet Gierwiaty (mający wówczas mniejszą powierzchnię niż obecnie) zamieszkiwało 1986 osób, w tym 1289 Białorusinów (64,90%), 446 Litwinów (22,46%), 87 Polaków (4,38%), 77 Rosjan (3,88%), 71 Ukraińców (3,58%), 4 osoby innych narodowości i 12 osób, które nie podały żadnej narodowości.
Do 2019 liczba ludności spadła do 2159 osób. Największymi miejscowościami były wówczas Gierwiaty (611 mieszkańców), Rymdziuny (276 mieszkańców), Dejlidki (260 mieszkańców) i Miciuny (178 mieszkańców). Liczba ludności żadnej z pozostałych miejscowości nie przekraczała 100 osób.
1 stycznia 2021 liczba mieszkańców wyniosła 2101 osób.

## Geografia i transport
Sielsowiet geograficznie położony jest na Nizinie Naroczańsko-Wileńskiej, a historycznie na Wileńszczyznie, we wschodniej części rejonu ostrowieckiego. Największymi rzekami są Wilia, Oszmianka i Łosza.
Przez sielsowiet przebiegają jedynie drogi lokalne oraz niewielki fragment linii kolejowej do Białoruskiej Elektrowni Jądrowej.

## Historia
Sielsowiet Gierwiaty powstał w 1939 na okupowanych przez Związek Sowiecki terenach Polski.
26 lutego 2013 do sielsowietu Gierwiaty włączono część (13 miejscowości) likwidowanego sielsowietu Ostrowiec.

## Miejscowości
- agromiasteczka:
  - Dejlidki
  - Gierwiaty
  - Rymdziuny
- wsie:

| - - Antoniszki - Ażurojście - Bezdany - Bohdaniszki - Bojary - Czechy - Dubok - Gajgole - Galczuny - Gibirda | - - Gieluny - Giry - Grebały - Grodzie - Gudzieniki - Jacyny Małe - Jacyny Wielkie - Jakintany Małe - Jakintany Nowe - Jakintany Wielkie | - - Juzulino - Kierele - Kierpłoszyno - Kluczniki - Knistuszki - Macki - Miciuny - Milcieje - Miłejszuny - Miżany | - - Nowosiółki - Orzełówka - Palestyna - Pielegrynda - Pietryki - Popiszki - Poprudzie - Puhowicze - Sokołojcie - Sorgowce | - - Stara Rudnia - Subiele - Szaterniki - Szwejlany - Świrszczyzna - Trokiele - Waszkuny - Wiktosino - Zarzecze - Zawielce |

- chutory:

| - - Bobrowniki - Maluta - Słobódka | - - Uścizierze - Walejkuny - Zielonka |